# 1750
Il 1750 (MDCCL in numeri romani) è un anno  del XVIII secolo.

## Eventi
- Carlo Goldoni compone e pubblica La bottega del caffè.
- 13 gennaio – Firma del Trattato di Madrid da parte di Ferdinando VI di Spagna e Giovanni V del Portogallo, grazie al quale il Portogallo ottiene il riconoscimento dei suoi diritti sui bacini del Rio delle Amazzoni e del Paranà.

## Nati

### Gennaio
- 1º gennaio - Frederick Muhlenberg, politico statunitense († 1801)
- 3 gennaio - Giuseppe Merci, artista e illusionista italiano
- 6 gennaio - Baldassare Mormile, arcivescovo cattolico italiano († 1826)
- 9 gennaio - Francesco Zacchiroli, poeta e saggista italiano († 1826)
- 11 gennaio - François-Jean Bralle, architetto e ingegnere francese († 1832)
- 13 gennaio - Médéric Louis Élie Moreau de Saint-Méry, giurista e politico francese († 1819)
- 18 gennaio - Johann Gottlob Schneider, filologo classico e naturalista tedesco († 1822)
- 21 gennaio - Algernon Percy, I conte di Beverly, nobile e politico inglese († 1830)
- 30 gennaio - Luisa di Danimarca, principessa danese († 1831)

### Febbraio
- 4 febbraio - Maria Giovanna Gabriella d'Asburgo-Lorena, nobile austriaca († 1762)
- 10 febbraio - Stanislao Mattei, francescano e compositore italiano († 1825)
- 14 febbraio - René Louiche Desfontaines, botanico francese († 1831)
- 15 febbraio - Antonino Maresca, ambasciatore italiano († 1822)
- 20 febbraio - Giuseppe Raffaelli, avvocato e giurista italiano († 1826)
- 23 febbraio - Caterina di Schleswig-Holstein-Sonderburg-Beck, nobildonna tedesca († 1811)
- 28 febbraio - Ignacy Potocki, filosofo polacco († 1809)

### Marzo
- 4 marzo - Jacob Pleydell-Bouverie, II conte di Radnor, nobile e ufficiale inglese († 1828)
- 5 marzo - Jean-Baptiste-Gaspard d'Ansse de Villoison, filologo classico francese († 1805)
- 7 marzo - Hamengkubuwono II, sovrano indonesiano († 1828)
- 7 marzo - Luigi Angiolini, scrittore italiano († 1821)
- 7 marzo - Luigi Birago di Borgaro, nobile italiano († 1821)
- 9 marzo - Johann Friedrich August Tischbein, pittore tedesco († 1812)
- 16 marzo - Caroline Lucretia Herschel, astronoma, matematica e cantante lirica britannica († 1848)
- 19 marzo - André Joseph Abrial, magistrato e politico francese († 1828)
- 20 marzo - Giorgio Crinazzi, musicista, tenore e compositore italiano († 1782)
- 23 marzo - Johannes Matthias Sperger, contrabbassista e compositore austriaco († 1812)
- 26 marzo - Gilbert Romme, politico e matematico francese († 1795)
- 28 marzo - Francisco de Miranda, generale, politico e patriota venezuelano († 1816)
- 30 marzo - John Stafford Smith, compositore, organista e musicologo britannico († 1836)

### Aprile
- 1º aprile - Hugo Kołłątaj, politico, scrittore e filosofo polacco († 1812)
- 1º aprile - Étienne de Paule de Fallot de Beaupré de Beaumont, politico e arcivescovo cattolico francese († 1835)
- 6 aprile - Thomas Hall, pastore protestante statunitense († 1824)
- 7 aprile - Maria Beatrice d'Este, duchessa († 1829)
- 10 aprile - Mathieu-Augustin Cornet, politico francese († 1832)
- 17 aprile - Nicolas-Louis François de Neufchâteau, politico, poeta e nobile francese († 1828)
- 24 aprile - Simon Antoine Jean Lhuilier, matematico svizzero († 1840)
- 24 aprile - John Trumbull, poeta e saggista statunitense († 1831)

### Maggio
- 2 maggio - John André, militare inglese († 1780)
- 3 maggio - Samuel af Ugglas, politico svedese († 1812)
- 3 maggio - William Windham, politico britannico († 1810)
- 13 maggio - Federico Guglielmo di Hannover, principe inglese († 1765)
- 13 maggio - Sophia Lee, drammaturga, educatrice e scrittrice inglese († 1824)
- 13 maggio - Lorenzo Mascheroni, matematico e letterato italiano († 1800)
- 19 maggio - Francesco Angiolini, traduttore e scrittore italiano († 1788)
- 22 maggio - Giacomo Pes di Villamarina, politico e militare italiano († 1827)
- 30 maggio - John Rous, I conte di Stradbroke, nobile e politico inglese († 1827)
- 31 maggio - Karl August von Hardenberg, nobile e politico prussiano († 1822)

### Giugno
- 5 giugno - John Twiggs, generale statunitense († 1816)
- 6 giugno - José Francisco Corrêa da Serra, scienziato e diplomatico portoghese († 1823)
- 10 giugno - Guillaume Antoine Nourry-Grammont, attore teatrale e militare francese († 1794)
- 12 giugno - Eleanore Sullivan,  italiana († 1833)
- 15 giugno - Bernardino Castelli, pittore italiano († 1810)
- 22 giugno - Charles François de Bonnay, ufficiale, diplomatico e politico francese († 1825)
- 23 giugno - Déodat de Dolomieu, geologo francese († 1801)

### Luglio
- 5 luglio - Aimé Argand, inventore e chimico svizzero († 1803)
- 9 luglio - Batilde di Borbone-Orléans, nobile francese († 1822)
- 11 luglio - François Philippe de Latour-Foissac, generale e ingegnere francese († 1804)
- 14 luglio - Pieter Faes, pittore fiammingo († 1814)
- 14 luglio - Frederik Gottschalk von Haxthausen, politico norvegese († 1824)
- 15 luglio - Francesco Federico di Sassonia-Coburgo-Saalfeld, duca tedesco († 1806)
- 16 luglio - Eustache-Nicolas Pigeau, giurista e avvocato francese († 1818)
- 17 luglio - Francisco Antonio Mourelle, militare e esploratore spagnolo († 1820)
- 18 luglio - Federico Adolfo di Svezia, principe svedese († 1803)
- 19 luglio - Alessio Prati, compositore italiano († 1788)
- 25 luglio - Henry Knox, generale statunitense († 1806)
- 28 luglio - Fabre d'Églantine, attore teatrale, drammaturgo e rivoluzionario francese († 1794)
- 29 luglio - Giuseppe Melograni, scienziato, naturalista e mineralogista italiano († 1827)

### Agosto
- 2 agosto - Pietro Cugini, architetto italiano († 1821)
- 3 agosto - Luigi Engelberto d'Arenberg, duca († 1820)
- 7 agosto - Gaetano Mattioli, violinista, direttore d'orchestra e compositore italiano († 1815)
- 9 agosto - Nicolas Fortin, artigiano francese († 1831)
- 10 agosto - Félix Amat, arcivescovo cattolico, teologo e bibliotecario spagnolo († 1834)
- 13 agosto - Francesco Spannocchi Piccolomini, generale e nobile italiano († 1822)
- 15 agosto - Sylvain Maréchal, scrittore e poeta francese († 1803)
- 16 agosto - Cesare Brivio Sforza, VIII marchese di Santa Maria in Prato, nobile e politico italiano († 1817)
- 16 agosto - Emily Cecil, marchesa di Salisbury, nobile inglese († 1835)
- 17 agosto - Scipione Breislak, geologo e naturalista italiano († 1826)
- 18 agosto - Antonio Salieri, compositore, musicista e insegnante italiano († 1825)
- 20 agosto - Massimiliano di Waldburg-Zeil, nobile († 1818)
- 22 agosto - Domenico Tempio, poeta italiano († 1821)
- 24 agosto - Maria Letizia Ramolino, nobildonna italiana († 1836)
- 25 agosto - Luigi Ruffo Scilla, cardinale e arcivescovo cattolico italiano († 1832)
- 28 agosto - Francesco Fontana, cardinale italiano († 1822)

### Settembre
- 3 settembre - Arthur Dillon, generale irlandese († 1794)
- 3 settembre - Jacques François Menou, generale francese († 1810)
- 5 settembre - Bartolomeo Borghi, matematico e geografo italiano († 1821)
- 5 settembre - Robert Fergusson, poeta scozzese († 1774)
- 7 settembre - Giovanni Fraschina, vescovo cattolico svizzero († 1837)
- 8 settembre - Tanikaze Kajinosuke, lottatore di sumo giapponese († 1795)
- 12 settembre - Domenico Feudale, vescovo cattolico e teologo italiano († 1828)
- 13 settembre - Giuseppe Albani, cardinale italiano († 1834)
- 13 settembre - Friedrich Ludwig von Sckell, architetto del paesaggio tedesco († 1823)
- 14 settembre - Friedrich Wilhelm von Buxhoeveden, generale russo († 1811)
- 18 settembre - Tomás de Iriarte, poeta, drammaturgo e traduttore spagnolo († 1791)
- 24 settembre - Luisa di Brandeburgo-Schwedt, nobile († 1811)
- 26 settembre - Justin Girod-Chantrans, naturalista e militare francese († 1841)
- 26 settembre - Raymond de Sèze, avvocato francese († 1828)
- 26 settembre - Stefano Tofanelli, pittore italiano († 1812)
- 30 settembre - Camillo Cattaneo della Volta, arcivescovo cattolico italiano († 1834)

### Ottobre
- 6 ottobre - René Richard Louis Castel, poeta, naturalista e politico francese († 1832)
- 7 ottobre - Ignazio Nasalli-Ratti, cardinale e arcivescovo cattolico italiano († 1831)
- 8 ottobre - Adam Afzelius, botanico e zoologo svedese († 1837)
- 15 ottobre - Teresa Ciceri Castiglioni, inventrice italiana († 1821)
- 16 ottobre - Michele Neri Bondi, compositore, clavicembalista e direttore d'orchestra italiano
- 16 ottobre - Andrej Ivanovič Vjazemskij, ufficiale russo († 1807)
- 21 ottobre - Juraj Fándly, scrittore, presbitero e entomologo slovacco († 1811)
- 22 ottobre - Louis-Siffrein-Joseph de Salamon, vescovo cattolico e diplomatico francese († 1829)
- 23 ottobre - Thomas Pinckney, politico e diplomatico statunitense († 1828)
- 23 ottobre - Jacob Rosted, educatore e editore norvegese († 1833)
- 26 ottobre - Fleury, attore teatrale francese († 1822)
- 26 ottobre - Nikolaj Borisovič Jusupov, diplomatico russo († 1831)
- 31 ottobre - Leonor de Almeida Portugal, poetessa e nobildonna portoghese († 1839)

### Novembre
- 1º novembre - Martin Hamaliar, scrittore e pastore protestante slovacco († 1812)
- 6 novembre - Carlo Aurelio Widmann, ammiraglio italiano († 1798)
- 7 novembre - Federico Leopoldo di Stolberg-Stolberg, nobile tedesco († 1819)
- 14 novembre - Francesco Gianni, poeta italiano († 1822)
- 18 novembre - Wolfgang Heribert von Dalberg, politico, direttore teatrale e letterato tedesco († 1806)
- 18 novembre - William Dunbar, naturalista, esploratore e astronomo scozzese († 1810)
- 20 novembre - Fateh Ali Tipu, sultano indiano († 1799)
- 26 novembre - María Josefa Pimentel, duchessa di Osuna, nobildonna spagnola († 1834)

### Dicembre
- 2 dicembre - Gilles-Lambert Godecharle, scultore belga († 1835)
- 3 dicembre - Johann Martin Miller, scrittore tedesco († 1814)
- 3 dicembre - Johann Franz Xaver Sterkel, compositore e pianista tedesco († 1817)
- 4 dicembre - Henri Grégoire, presbitero e politico francese († 1831)
- 6 dicembre - Pierre-Henri de Valenciennes, pittore francese († 1819)
- 7 dicembre - Cornelia Schlosser,  tedesca († 1777)
- 8 dicembre - Giuseppe Cades, pittore italiano († 1799)
- 8 dicembre - Jean-Gabriel-Taurin Dufresse, vescovo cattolico e santo francese († 1815)
- 12 dicembre - Anne Barnard, scrittrice e socialite scozzese († 1825)
- 12 dicembre - Teodoro Correr, abate e collezionista d'arte italiano († 1830)
- 12 dicembre - George Montagu, ammiraglio britannico († 1824)
- 16 dicembre - Giuseppe Velasco, pittore italiano († 1827)
- 17 dicembre - Elizabeth Craven, scrittrice e commediografa britannica († 1828)
- 23 dicembre - Federico Augusto I, re († 1827)

### Senza giorno specificato
- Giacca Rossa,  nativo americano († 1830)
- Muhammad Ali Khan Bahadur, principe indiano († 1794)
- George Adams junior, inventore britannico († 1795)
- Giovanni Battista VI Giuseppe Albrizzi, nobile italiano († 1812)
- Giuseppe Amendola, compositore italiano († 1808)
- Pietro Andolfati, attore teatrale italiano
- Michele Attumonelli, medico e letterato italiano († 1826)
- Guillaume Beneman, ebanista francese († 1811)
- Murad Bey,  egiziano († 1801)
- James Bolton, naturalista e illustratore inglese († 1799)
- Vincenzo Giovanni Bova, pittore italiano († 1816)
- Henry Boyd, letterato e traduttore irlandese († 1832)
- Giacomo David, tenore italiano († 1830)
- Jacques-Marie Deschamps, commediografo, librettista e scrittore francese († 1826)
- Matteo Desiderato, pittore italiano († 1827)
- Benedetto Eredi, incisore italiano
- Jules Fauris de Saint-Vincens, magistrato e numismatico francese († 1819)
- William Fawkener, diplomatico inglese († 1811)
- Vincenzo Feoli, incisore italiano († 1831)
- Jacopo Filiasi, storico italiano († 1829)
- Sengai Gibon, monaco buddhista giapponese († 1837)
- John Gibson, cartografo e incisore britannico († 1792)
- Ludwig Guttenbrunn, pittore e incisore austriaco († 1819)
- John Henry, politico statunitense († 1798)
- Sulpice Huguenin, avvocato, scrittore e politico francese († 1812)
- Jared Irwin, politico e militare statunitense († 1818)
- Thomas Jackling, pugile britannico († 1797)
- Jean-Baptiste Labey, matematico francese († 1825)
- Felice Lattuada, presbitero, politico e scrittore italiano († 1817)
- Omar Makram, politico egiziano († 1822)
- Vincenzo Manno, pittore italiano († 1827)
- Benoît-Joseph Marsollier, drammaturgo, librettista e speleologo francese († 1817)
- Filippo Martinengo, scultore italiano († 1800)
- Antonio Mercurio, pittore italiano
- William Morgan, matematico britannico († 1833)
- Tommaso Obizzi, collezionista d'arte italiano († 1803)
- Eleazer Oswald, militare e giornalista britannico († 1795)
- Vincenzo Panerai, compositore e organista italiano († 1790)
- Cipriano Pelli, pittore, politico e scenografo svizzero († 1822)
- Vincenzo Scrivo, scultore italiano († 1810)
- Domenico Sestini, archeologo e numismatico italiano († 1832)
- Samuel Shelley, pittore e incisore britannico († 1808)
- Bartolina Sisa, rivoluzionaria boliviana († 1782)
- Joanna Southcott, mistica britannica († 1814)
- Benjamin Taliaferro, politico e generale statunitense († 1821)
- Jean Balthasar Tricklir, violoncellista e compositore francese († 1813)
- Túpac Catari, rivoluzionario († 1781)
- Nicola Valletta, giurista e scrittore italiano († 1814)
- Lodovico Antonio Vincenzi, traduttore e scrittore italiano († 1822)
- Luigi Zuppani, vescovo cattolico italiano († 1841)
- Mulay al-Yazid ibn Muhammad, sultano marocchino († 1792)

## Morti

### Gennaio
- 9 gennaio - Henry Herbert, IX conte di Pembroke, nobile e architetto inglese (n. 1693)
- 13 gennaio - Robert Pitrou, architetto e ingegnere francese (n. 1684)
- 23 gennaio - Michael Lilienthal, bibliotecario e teologo tedesco (n. 1686)
- 23 gennaio - Ludovico Antonio Muratori, presbitero, storico e scrittore italiano (n. 1672)
- 27 gennaio - Ivan Jur'evič Trubeckoj, ufficiale e nobile russo (n. 1667)
- 27 gennaio - Nicola Zabaglia, inventore e ingegnere italiano (n. 1664)
- 31 gennaio - Armand-Louis de Vignerot du Plessis d'Aiguillon, scrittore e nobile francese (n. 1683)

### Febbraio
- 7 febbraio - Algernon Seymour, VII duca di Somerset, militare e politico britannico (n. 1684)
- 8 febbraio - Aaron Hill, drammaturgo e scrittore inglese (n. 1685)
- 11 febbraio - Vincenzo Bichi, cardinale e arcivescovo cattolico italiano (n. 1668)
- 22 febbraio - Pietro Filippo Scarlatti, compositore e organista italiano (n. 1679)
- 23 febbraio - Giacinto Ferrero-Fieschi, ammiraglio, diplomatico e nobile italiano (n. 1693)

### Marzo
- 5 marzo - David Schatz, architetto tedesco
- 6 marzo - Domenico Montagnana, liutaio italiano (n. 1686)
- 31 marzo - Giovanna Carlotta di Anhalt-Dessau, nobile (n. 1682)

### Aprile
- 3 aprile - Frans van Stampart, pittore, incisore e editore fiammingo (n. 1675)
- 5 aprile - Giuliano Dami,  italiano (n. 1683)
- 5 aprile - Francesco Antonio Gonzaga, nobile italiano (n. 1704)
- 10 aprile - Pietro Micheli, pittore italiano (n. 1685)
- 14 aprile - Paweł Karol Sanguszko, nobile e ufficiale polacco (n. 1680)
- 20 aprile - Jean-Louis Petit, chirurgo francese (n. 1674)
- 29 aprile - Egid Quirin Asam, architetto e scultore tedesco (n. 1692)

### Maggio
- 10 maggio - Louis-Charles de Machault d'Arnouville, politico e nobile francese (n. 1667)
- 19 maggio - Crispino da Viterbo, religioso italiano (n. 1668)
- 22 maggio - Niccolò Bianchini, vescovo cattolico italiano (n. 1689)
- 28 maggio - Sakuramachi, imperatore giapponese (n. 1720)

### Giugno
- 2 giugno - Valentin Rathgeber, monaco cristiano, compositore e organista tedesco (n. 1682)
- 4 giugno - Federico Luigi di Hohenzollern-Hechingen, principe (n. 1688)
- 14 giugno - Franz Anton Maichelbeck, organista e compositore tedesco (n. 1702)
- 15 giugno - Madame de Staal-Delaunay, scrittrice francese (n. 1684)
- 19 giugno - Pietro Maria Trevisan Suarez, vescovo cattolico italiano (n. 1690)
- 20 giugno - Francesco Gallo, architetto italiano (n. 1672)
- 24 giugno - Leopoldo del Carretto, nobile italiano (n. 1693)
- 29 giugno - Jakob Gruber, politico svizzero (n. 1676)

### Luglio
- 28 luglio - Johann Sebastian Bach, compositore e musicista tedesco (n. 1685)
- 28 luglio - Conyers Middleton, storico inglese (n. 1683)
- 31 luglio - Giovanni V del Portogallo, sovrano portoghese (n. 1689)
- 31 luglio - Juste-Aurèle Meissonnier, pittore, orafo e architetto francese (n. 1695)

### Agosto
- 2 agosto - Musli Kadin,  ottomana (n. 1699)
- 3 agosto - Louis-Jacques Chapt de Rastignac, arcivescovo cattolico francese (n. 1684)
- 8 agosto - Charles Lennox, II duca di Richmond, nobile, politico e crickettista inglese (n. 1701)
- 12 agosto - Rachel Ruysch, pittrice olandese (n. 1664)
- 23 agosto - Johann Christian Krüger, scrittore tedesco (n. 1723)
- 29 agosto - Johann Adolph Krohn, giurista e politico tedesco (n. 1674)
- 29 agosto - Kasimir Anton von Sickingen, vescovo cattolico tedesco (n. 1684)

### Settembre
- 15 settembre - Jean Terrasson, scrittore francese (n. 1670)

### Ottobre
- 3 ottobre - Matthias Georg Monn, compositore e organista austriaco (n. 1717)
- 9 ottobre - Francesco Colonna di Sciarra, IV principe di Carbognano, nobile italiano (n. 1684)
- 11 ottobre - Jean-Baptiste Joseph Languet de Gergy, presbitero francese (n. 1674)
- 12 ottobre - Angelo Ragazzi, compositore e violinista italiano (n. 1680)
- 16 ottobre - Costantino Grimaldi, filosofo, giurista e politico italiano (n. 1667)
- 16 ottobre - Sylvius Leopold Weiss, compositore e liutista tedesco (n. 1686)
- 27 ottobre - Augusto di Schwarzburg-Sondershausen, principe (n. 1691)

### Novembre
- 1º novembre - Gustaaf Willem van Imhoff, politico olandese (n. 1705)
- 11 novembre - Apostolo Zeno, poeta, librettista e giornalista italiano (n. 1668)
- 14 novembre - Thomas Lee, politico e militare statunitense
- 16 novembre - Johann Georg von Königsfeld, politico austriaco (n. 1679)
- 19 novembre - Franz Retz, gesuita ceco (n. 1673)
- 20 novembre - Luisa Adelaide di Borbone-Conti, nobile francese (n. 1696)
- 20 novembre - Maurizio di Sassonia, generale francese (n. 1696)
- 25 novembre - Fernando de Casas Novoa, architetto spagnolo (n. 1670)
- 25 novembre - Francesco Feroci, compositore, organista e poeta italiano (n. 1673)

### Dicembre
- 1º dicembre - Johann Gabriel Doppelmayer, matematico, astronomo e cartografo tedesco (n. 1677)
- 3 dicembre - Nuno da Cunha e Ataíde, cardinale e vescovo cattolico portoghese (n. 1664)
- 5 dicembre - Nasir Jang Mir Ahmad, principe indiano (n. 1712)
- 15 dicembre - William Legge, I conte di Dartmouth, nobile inglese (n. 1675)
- 20 dicembre - Giulio Visconti Borromeo Arese, nobile, politico e militare italiano (n. 1667)
- 21 dicembre - Elisabetta Cristina di Brunswick-Wolfenbüttel (n. 1691)
- 24 dicembre - Christian Döring, architetto tedesco (n. 1677)

### Senza giorno specificato
- Opoku Ware I, re (n. 1700)
- Giulio Cesare Becelli, letterato, archivista e traduttore italiano (n. 1686)
- Giovanni Bindi, cantante italiano
- Mattia Bortoloni, pittore italiano (n. 1696)
- Andrea Brigenti, umanista e poeta italiano (n. 1681)
- Antonio Brioschi, compositore italiano (n. 1725)
- Antonio Buonfigli, pittore italiano (n. 1680)
- Marianna Carlevarijs, pittrice italiana (n. 1703)
- Leonardo Coccorante, pittore italiano (n. 1680)
- Michele Cotumacci, musicista italiano (n. 1682)
- Ottaviano Dandini, pittore e gesuita italiano
- Baldassarre De Caro, pittore italiano (n. 1689)
- Benedetto De Luca, vescovo cattolico italiano (n. 1684)
- Nicolò Dorigati, pittore italiano (n. 1662)
- Edme-François Gersaint, mercante d'arte e storico dell'arte francese (n. 1694)
- Luca Grimaldi, doge (n. 1675)
- Domenico Guarino, pittore e scultore italiano (n. 1683)
- Pantaleon Hebenstreit, musicista e compositore tedesco (n. 1667)
- James Jurin, fisico britannico (n. 1684)
- Silvestro Manaigo, pittore, disegnatore e miniaturista italiano
- Giuseppe Orioli, pittore italiano (n. 1681)
- Giuseppe Porsile, musicista italiano (n. 1680)
- Giuseppe Sammartini, compositore e oboista italiano (n. 1695)
- Serafino Tamburelli, pittore italiano (n. 1680)
- Guillaume Thomas Taraval, pittore francese (n. 1701)
- Vasilij Nikitič Tatiščev, geografo e storico russo (n. 1686)
- Abraham Vandenhoeck, tipografo e editore olandese (n. 1700)
- Jean Pierre de Crouzas, filosofo e matematico svizzero (n. 1663)

## Calendario
| Calendario 1750 | Calendario 1750 | Calendario 1750 | Calendario 1750 | Calendario 1750 | Calendario 1750 | Calendario 1750 | Calendario 1750 | Calendario 1750 | Calendario 1750 | Calendario 1750 | Calendario 1750 | Calendario 1750 | Calendario 1750 | Calendario 1750 | Calendario 1750 | Calendario 1750 | Calendario 1750 | Calendario 1750 | Calendario 1750 | Calendario 1750 | Calendario 1750 | Calendario 1750 | Calendario 1750 | Calendario 1750 | Calendario 1750 | Calendario 1750 | Calendario 1750 | Calendario 1750 | Calendario 1750 | Calendario 1750 | Calendario 1750 | Calendario 1750 |
| --------------- | --------------- | --------------- | --------------- | --------------- | --------------- | --------------- | --------------- | --------------- | --------------- | --------------- | --------------- | --------------- | --------------- | --------------- | --------------- | --------------- | --------------- | --------------- | --------------- | --------------- | --------------- | --------------- | --------------- | --------------- | --------------- | --------------- | --------------- | --------------- | --------------- | --------------- | --------------- | --------------- |
|                 | 1               | 2               | 3               | 4               | 5               | 6               | 7               | 8               | 9               | 10              | 11              | 12              | 13              | 14              | 15              | 16              | 17              | 18              | 19              | 20              | 21              | 22              | 23              | 24              | 25              | 26              | 27              | 28              | 29              | 30              | 31              |                 |
| Gennaio         | Gi              | Ve              | Sa              | Do              | Lu              | Ma              | Me              | Gi              | Ve              | Sa              | Do              | Lu              | Ma              | Me              | Gi              | Ve              | Sa              | Do              | Lu              | Ma              | Me              | Gi              | Ve              | Sa              | Do              | Lu              | Ma              | Me              | Gi              | Ve              | Sa              |                 |
| Febbraio        | Do              | Lu              | Ma              | Me              | Gi              | Ve              | Sa              | Do              | Lu              | Ma              | Me              | Gi              | Ve              | Sa              | Do              | Lu              | Ma              | Me              | Gi              | Ve              | Sa              | Do              | Lu              | Ma              | Me              | Gi              | Ve              | Sa              |                 |                 |                 |                 |
| Marzo           | Do              | Lu              | Ma              | Me              | Gi              | Ve              | Sa              | Do              | Lu              | Ma              | Me              | Gi              | Ve              | Sa              | Do              | Lu              | Ma              | Me              | Gi              | Ve              | Sa              | Do              | Lu              | Ma              | Me              | Gi              | Ve              | Sa              | Do              | Lu              | Ma              |                 |
| Aprile          | Me              | Gi              | Ve              | Sa              | Do              | Lu              | Ma              | Me              | Gi              | Ve              | Sa              | Do              | Lu              | Ma              | Me              | Gi              | Ve              | Sa              | Do              | Lu              | Ma              | Me              | Gi              | Ve              | Sa              | Do              | Lu              | Ma              | Me              | Gi              |                 |                 |
| Maggio          | Ve              | Sa              | Do              | Lu              | Ma              | Me              | Gi              | Ve              | Sa              | Do              | Lu              | Ma              | Me              | Gi              | Ve              | Sa              | Do              | Lu              | Ma              | Me              | Gi              | Ve              | Sa              | Do              | Lu              | Ma              | Me              | Gi              | Ve              | Sa              | Do              |                 |
| Giugno          | Lu              | Ma              | Me              | Gi              | Ve              | Sa              | Do              | Lu              | Ma              | Me              | Gi              | Ve              | Sa              | Do              | Lu              | Ma              | Me              | Gi              | Ve              | Sa              | Do              | Lu              | Ma              | Me              | Gi              | Ve              | Sa              | Do              | Lu              | Ma              |                 |                 |
| Luglio          | Me              | Gi              | Ve              | Sa              | Do              | Lu              | Ma              | Me              | Gi              | Ve              | Sa              | Do              | Lu              | Ma              | Me              | Gi              | Ve              | Sa              | Do              | Lu              | Ma              | Me              | Gi              | Ve              | Sa              | Do              | Lu              | Ma              | Me              | Gi              | Ve              |                 |
| Agosto          | Sa              | Do              | Lu              | Ma              | Me              | Gi              | Ve              | Sa              | Do              | Lu              | Ma              | Me              | Gi              | Ve              | Sa              | Do              | Lu              | Ma              | Me              | Gi              | Ve              | Sa              | Do              | Lu              | Ma              | Me              | Gi              | Ve              | Sa              | Do              | Lu              |                 |
| Settembre       | Ma              | Me              | Gi              | Ve              | Sa              | Do              | Lu              | Ma              | Me              | Gi              | Ve              | Sa              | Do              | Lu              | Ma              | Me              | Gi              | Ve              | Sa              | Do              | Lu              | Ma              | Me              | Gi              | Ve              | Sa              | Do              | Lu              | Ma              | Me              |                 |                 |
| Ottobre         | Gi              | Ve              | Sa              | Do              | Lu              | Ma              | Me              | Gi              | Ve              | Sa              | Do              | Lu              | Ma              | Me              | Gi              | Ve              | Sa              | Do              | Lu              | Ma              | Me              | Gi              | Ve              | Sa              | Do              | Lu              | Ma              | Me              | Gi              | Ve              | Sa              |                 |
| Novembre        | Do              | Lu              | Ma              | Me              | Gi              | Ve              | Sa              | Do              | Lu              | Ma              | Me              | Gi              | Ve              | Sa              | Do              | Lu              | Ma              | Me              | Gi              | Ve              | Sa              | Do              | Lu              | Ma              | Me              | Gi              | Ve              | Sa              | Do              | Lu              |                 |                 |
| Dicembre        | Ma              | Me              | Gi              | Ve              | Sa              | Do              | Lu              | Ma              | Me              | Gi              | Ve              | Sa              | Do              | Lu              | Ma              | Me              | Gi              | Ve              | Sa              | Do              | Lu              | Ma              | Me              | Gi              | Ve              | Sa              | Do              | Lu              | Ma              | Me              | Gi              |                 |